# Fermín Cabal
Fermín Cabal (León, 3 de enero de 1948-Madrid, 13 de noviembre de 2023) fue un dramaturgo, guionista de cine y televisión y director de cine y teatro español. Además, ha ejercido la docencia en instituciones como el Centro Nacional de Nuevas Tendencias Escénicas, la Real Escuela Superior de Arte Dramático y la Universidad de Kent. Era académico de la Academia de las Artes Escénicas de España.

## Biografía
Formó parte de los grupos independientes Tábano y El Gayo Vallecano. Paralelamente a sus trabajos de creación teatral, escribe y dirige para el cine y la televisión. En este medio ha trabajado en todo tipo de formatos, tanto informativos, como programas deportivos, documentales, programas de humor y diversos formatos de ficción (sitcoms, culebrones y series de televisión).
Ha sido directivo del Centro Español del Instituto Internacional del Teatro (1978-1982), del Círculo de Bellas Artes de Madrid (1982-1985), de la Asociación de Guionistas de Medios Audiovisuales (1987-1990), de la Sociedad General de Autores y Editores de España (1995-1997), del Centro Español para la Protección de los Derechos Reprográficos (2001-2004) y de la Asociación de Autores de Teatro (1989- 2009).
Ha colaborado en ABC, Diario 16, El Mundo y La Razón, además de las revistas profesionales Boletín Teatral del Ministerio de Cultura (que dirigió en 1979-1981), Primer Acto (redactor en 1978-1984), Pipirijaina, El Público y Las Puertas del Drama, de la que ha sido redactor desde su fundación en 1999 hasta el 2010.
Ha publicado algunos trabajos de investigación como El teatro español de los 80 (en colaboración con Alonso de Santos, Ed. Fundamentos 1985), La situación actual del Teatro Español (Publicaciones de la AAT, 1994) y Dramaturgia española de hoy (Fundación Autor – SGAE, 2009). Una reflexión autobiográfica sobre su trabajo como dramaturgo se ha publicado en Itinerario del autor dramático Iberoamericano (Editorial LEA. San Juan de Puerto Rico. 1997).
En abril de 2020, tras la expulsión de Pilar Jurado como presidenta de la SGAE, asumió la presidencia de manera interina hasta las nuevas elecciones, donde Antonio Ruiz Onetti fue elegido, poniendo fin a su presidencia interina. 

## Experiencia docente
- 1985-1988: Director del Seminario Permanente de Dramaturgia, del Centro Nacional de Nuevas Tendencias Escénicas (Ministerio de Cultura).
- 1985-1991: Director de los Seminarios de Dramaturgia de las Jornadas de la Juventud, del Instituto de la Juventud (Ministerio de Asuntos Sociales).
- 1990: Curso de Dramaturgia Creativa en la Real Escuela Superior de Arte Dramático, de Madrid. 1990.
- 1995-2010: Profesor de Dramaturgia para Actores en la Escuela Superior de Arte Dramático de Torrelodones (Universidad de Kent).
- 1996-2004: Profesor de Literatura Creativa y de Guion Cinematográfico en la Escuela TAI, de Madrid.
- 2005-2010: Profesor de Estructura del Guion Cinematográfico en la Factoría del Guion, de Madrid
- Desde 2005: Profesor de Guion Cinematográfico y de Historia Social del Cine, en la Escuela Municipal de Cine Pedro Almodóvar, de Alcorcón.
- 2005: Profesor de Estilística Versal e Historia del Teatro en la Escuela Municipal de Teatro de Las Rozas (Madrid).
- Seminarios Intensivos de Dramaturgia, Guion Cinematográfico o Dirección de Actores en las universidades de Valencia, León, Murcia, Las Palmas, UNED, Menéndez Pelayo, Politécnica de Madrid, Complutense, Alcalá de Henares, en la Escuela de Teatro de Córdoba, en la Antzerki Escola de Vitoria, en el Instituto Cervantes de Buenos Aires, y en el de San José de Costa Rica, en la Asociación Colegial de Escritores, en la Asociación de Autores de Teatro, en la Filmoteca de Andalucía, entre otras. Y dos cursos para directores de Escena de grupos de ciegos, patrocinados por la ONCE.
- Conferencias en numerosas universidades españolas, alemanas (Berlín, Gotinga, Heidelberg) y Norteamericanas (Rutgers, Harvard, Cincinnati, San Diego, Colgate, West Michigan, CUNY).